# Nobuyuki Anzai
Nobuyuki Anzai (安西 信行, Anzai Nobuyuki, nascut el 19 d'agost de 1972) és un mangaka japonès. Fou assistent de Kazuhiro Fujita.

## Treballs
- Rocket Princess (1994)
- Flame of Recca (1995-2002)
- MÄR (2003-2006)
- Compilació d'històries curtes CRAZY MANIAX (2006)
- MiXiM♀12 (2008 - en curs)

### Història Original
- MÄR Omega, dibuixat per Kōichirō Hoshino

## Mestre
- Kazuhiro Fujita

## Fellow Assistants
- Kazurou Inoue
- Yukio Katayama
- Tatsuya Kaneda
- Makoto Raiku

## Assistent
- Kōichirō Hoshino